# Julien-Marin-Paul Vuitry
Pour les articles homonymes, voir Vuitry.
Julien-Marin-Paul Vuitry (24 février 1786, Paris - 14 juin 1879, Saint-Donain), est un ingénieur et homme politique français, député de l'Yonne.

## Biographie
Fils d'un avocat et procureur au Parlement de Paris, il entra à l'École des ponts et chaussées, et devint ingénieur dans l'Yonne où il se fixa. Partisan de la révolution de juillet 1830, il fut député du 4e collège de l'Yonne (Sens) de 1834 à 1848. 
Il prit place dans la majorité ministérielle, parla sur les routes et sur les caisses d'épargne, fut rapporteur du budget du ministère du Commerce et des Travaux publics en 1839, du budget en 1841, des lois sur le droit d'enregistrement et sur la taxe des lettres, et vota pour le ministère Molé, pour la dotation du duc de Nemours, contre les incompatibilités, pour l'indemnité Pritchard.
Maire de Sens, membre du conseil général de l'Yonne depuis 1841, qu'il préside de 1843 à 1847, membre du conseil général de l'agriculture, il rentra dans la vie privée à la révolution de 1848.
Il est le père d'Adolphe Vuitry et le beau-père de Hugues-Iéna Darcy. Sa sœur épousa Claude Bellaigue.